# Campo de juego de Campana y Piedra Buena
El Estadio Nueva Chicago, conocido por su localización como Campana y Piedra Buena, fue una pista de juego propiedad del club homónimo, ubicado en la ciudad de Buenos Aires, Argentina. Se situaba en la intersección de las calles Campana (hoy avenida Eva Perón) y Piedra Buena, en el barrio de Mataderos (por la ordenanza municipal n.º 23 698 del 11 de junio de 1968 conforma los límites de Villa Lugano).
Fue la primera cancha del Club Atlético Nueva Chicago. Fue utilizada por el equipo de fútbol desde 1913 hasta 1937. Sin un nombre propio, el recinto es conocido popularmente por la intersección de sus calles adyacentes.
Actualmente, el club posee su estadio en la calle Justo Suárez 6900 de Mataderos, Buenos Aires.

## Historia
El Club Atlético Nueva Chicago, fundado en 1911 en el barrio porteño de Mataderos, tuvo su primera cancha oficial en Piedra Buena y Campana desde fines del año 1912. Debido a las dificultades para transladarse de los equipos rivales, se consiguieron estos terrenos ubicados sobre Campana (hoy avenida Eva Perón) entre Piedrabuena y San Fernando (luego avenida Tellier y actualmente Lisandro de la Torre), cerca de la Estación Boulevard Circunvalación (luego denominada Estación Villa Madero) del Ferrocarril General Belgrano, en el ramal que conectaba terminales Buenos Aires y González Catán e ingresaba por el Mercado de Liniers (en la actualidad estas vías fueron totalmente levantadas).
Si bien es cierto que Chicago disputó encuentros oficiales en otros campos de juego y es de público conocimiento que utilizó otras canchas del propio barrio de Mataderos, la realidad es que ninguno de esos terrenos fueron de su propiedad, a excepción de Piedrabuena y Campana y el actual Estadio Nueva Chicago. Vale aclarar que durante principios del siglo XX, el barrio contaba con muchos clubes de fútbol, incluso algunos llegaron a jugar en la Asociación de Fútbol Argentino como por ejemplo el Club Atlético Albión.
Esta crónica del Diario Crítica replicada en el libro Héroes de Tiento narra la experiencia de un cronista que fue a cubrir el partido entre Nueva Chicago y Estudiantes de La Plata el 19 de mayo de 1920. El partido no se disputó en Piedrabuena y Campana, sino que fue en uno de los tantos campos de juego que existían en el barrio:

Empiezas por tomar el tranvía 48 para lo cual tendrás que llegar a la esquina punto de partida con una media horita de anticipación. De facción o algún pariente celoso de cualquier "nereida" de los contornos. Hete en el "tubo" en el cual vas como "ídem" hasta Caballito, más allá comienzas a pensar en las ventajas del footing, y te diriges al guarda.
— Dígame, ¿vamos a estar toda la tarde parados aquí?
— (Silencio)
— ¿Eh? ¡Que si vamos a estar toda la tarde parados aquí?
Esta vez la pregunta fue acompañada de la significativa pantomima cual es la de llevarse a la mano la oreja. Los pasajeros te miran, y el simpático hijo de Pontevedra, impávido, te sigue mirando con la mejor de las sonrisas.
Han pasado 15 minutos, y tras un mal rato, al fin has llegado a ¡Flores! Es decir que estás a mitad de camino y el tiempo ya te es escaso. Efectuando el trasbordo al tranvía de marras sigues tranquilo, creyendo que tus penurias han concluido. Pero ¡que han de concluir! Si recién estás en la segunda parte de una novela que podrías titular ¡Mataderos!
El caso que se te ocurra ligarla a la posteridad en esta aventura o desventura en forma de folletín, y en realidad, caro lector, cuando el guarda anuncia con voz estentónea: ¡Mataderos! Tu te convences de que nunca podrían haber encontrado un nombre que al par de servir de disgusto a la localidad, respondiera mejor a la situación de ánimo en que queda el desventurado mortal que como tu tiene el arrojo sin igual de afrontar un viaje hasta aquellos pagos más siguiendo el piolín de nuestro relato.
Bajas del tranvía de tus amores y la emprendes de duro patacón por... ¡potrero! Hasta llegar a un ídem donde se halla instalada una cancha de bochas la que tienes que atravesar con un grave riesgo para tu hermosa humanidad, pues así te lo dicen las miradas de pocos amigos de los simpáticos hijos de Italia que en ella se solazan y ¡al fin! Llegas, pero; ¡tu crees que después de tanto penar vas a recrear tu espíritu contemplando un soberbio y moderno field el cual haga las veces de ansiado oasis en medio de tanto potrero? No, ¡pobre iluso! Aquello no es oasis ni soberbio, pero ni es moderno, porque a juzgar por las apariencias, las instalaciones datan de edad media.
En fin, después de haber aguantado el desarrollo del match sin dormitar (eso no lo garantizamos), resuelves armarte de valor para emprender el regreso. Horas más tarde, ya en la redacción del diario, después de un detenido análisis introspectivo, resuelves ¡lo menos! Proponerle a cualquier institución como los Bomberos Voluntarios de La Boca para la gran condecoración de valor.
Lunes 17 de mayo de 1920, Diario Crítica 

El Football Club Nueva Chicago hizo su debut en la Primera División en 1920 bajo la presidencia de Fernando Gacio Mastache. Entre marzo y junio de aquel año disputó sus primeros compromisos como local alternando por varias canchas, entre ellas las de Huracán, Palermo y Del Plata. También supo utilizar un campo de juego que se ubicaba en Tandil y Tellier (actual Lisandro de La Torre), barrio de Mataderos, pero que no era propiedad del club.
En Primera División, el primer partido oficial disputado en esta cancha fue el domingo 20 de junio de 1920 frente a Huracán con victoria de Chicago por 2-0. El autor de los dos goles fue Sergio Varela, primer ídolo de la institución y jugador de la Selección Argentina en 1922. Este cotejo fue una especie de "re-inauguración" ya que al haber ascendido tan prontamente a la máxima categoría, el club no contaba con las instalaciones necesarias para recibir a los equipos más importante de la categoría, y que en el ascenso no eran primordiales.

#### Debut oficial en Primera División en Piedrabuena y Campana
| Chicago | - Sergio Varela - Sergio Varela | Huracán |
| Chicago | 2-0                             | Huracán |

| GK | E. Petrossi        |
| RB | Juan Locatti       |
| LB | Vicente Pagliarini |
| RH | V. Toledo          |
| CH | Romeo Corvetto     |
| LH | H. Rubio           |
| IR | F. Viegas          |
| OR | Sergio Varela      |
| CF | A. Vicciconti      |
| OL | A. Haitshandiet    |
| IL | Juan Villagra      |

| GK | Ernesto Kiesel     |
| RB | Sisca              |
| LB | Nicolás Insúa      |
| RH | Norberto Carabelli |
| CH | Carbone            |
| LH | Olegario Bertolini |
| IR | Miguel Ginevra     |
| OR | Andrés Brenna      |
| CF | A. Valente         |
| OL | Ángel Chiesa       |
| IL | Ruíz               |

## Estructura

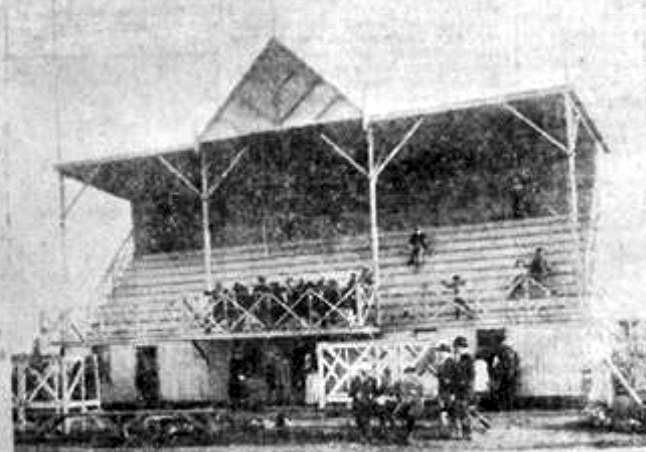
Tribuna oficial del field en 1925.

### Descripción
Si bien Piedrabuena y Campana fue en un principio propiedad oficial de Nueva Chicago, en los años siguientes pasó a manos de la Municipalidad de Buenos Aires. Simbólicamente siempre fue propiedad del club de Mataderos, ya que fue local en este recinto en casi todos sus partidos oficiales, sobre todo desde 1920 hasta su cierre definitivo en 1937, donde rara vez utilizaba otro field.
Las dimensiones del campo de juego eran de 105 metros de largo por 77 metros de ancho. Piedrabuena y Campana tenía una tribuna oficial totalmente techada que era utilizada por los espectadores locales y también contaba con pequeñas gradas alrededor de la cancha, alguna de las cuales servían para recibir al público visitante. El campo de juego estaba rodeado por una alambrada olímpica y exteriormente estaba cubierto por chapas de zinc. Las instalaciones internas contaban con dos cuartos de vestir (lo que popularmente se conoce como vestuarios) y también tenía dos baños. La clase de agua utilizada era la semisurgente.
Los transportes que conducían a las inmediaciones de Piedrabuena y Campana eran los tranvías 48 y 40, además de contar con la opción de utilizar algunos ómnibus y sus respectivas conexiones.

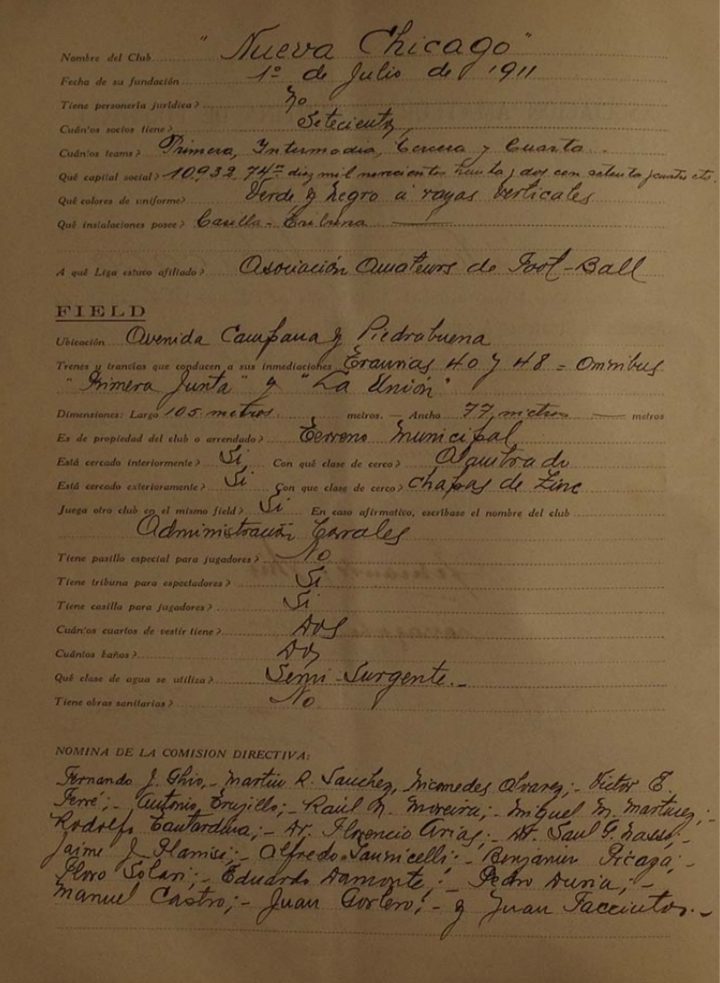
Planilla oficial de Nueva Chicago para la afiliación en la naciente AAmAF en 1927, la cual describe las instalaciones del field.

Varios teams hicieron las veces como local en este recinto, entre ellos Del Plata durante la temporada completa de 1916, año que Nueva Chicago sufrió la desafiliación de la AAF. Otro de los clubes que fue local en este campo de juego fue All Boys, esto sucedió por algunos meses durante el campeonato de Primera División 1923 debido a que en ese momento la entidad de Floresta transitaba una mudanza. Entre los rivales a los que se enfrentó el Albo estuvo, justamente, Nueva Chicago. El partido tuvo como vencedor al "visitante" (2-0) y al finalizar el encuentro se generaron disturbios por el lógico festejo del público de Mataderos. Este partido accidentado fue uno de los primeros antecedentes de la antigua rivalidad que mantienen los dos equipos.

### Desalojo y demolición
En 1937 el Gobierno Municipal bajo la intendencia de Mariano de Vedia y Mitre le solicitó al club los terrenos para la construcción de un hospital donde supo funcionar el Centro de Salud de Mataderos. Tras la inhabilitación municipal en junio, Nueva Chicago anunció que disputaría sus encuentros como local en cancha de Huracán de San Justo que militaba una categoría inferior. En 1938 se iniciaron las obras de lo que, con el tiempo, se transformaría en un edificio semiabandonado conocido popularmente como Elefante Blanco.

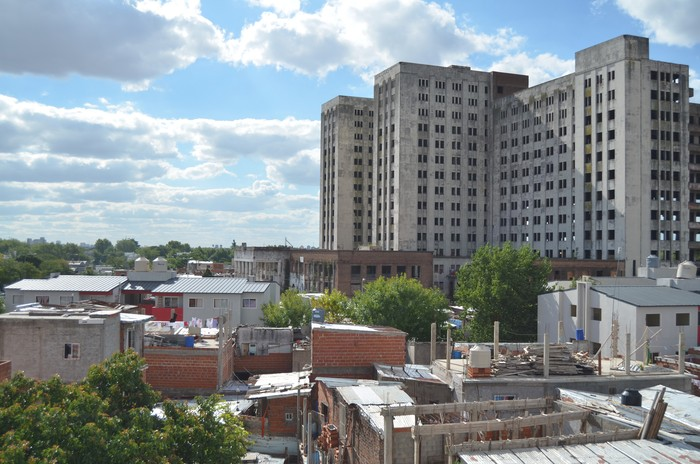
El Elefante Blanco fue demolido en 2018

## Contexto deportivo
Nueva Chicago logró muchos éxitos deportivos mientras estuvo en Piedrabuena y Campana. Su único título oficial a nivel nacional fue la Copa Competencia de 1933.
También consiguió sus dos primeros ascensos a la máxima categoría, el segundo siendo campeón de Primera B en 1930. Además fue tres veces subcampeón, primero de la Copa Competencia de 1921 y posteriormente en Primera División 1925 y 1933. Entre los partidos destacados se encuentra la primera victoria ante River Plate, el 24 de octubre de 1926 correspondiente a la fase de grupos de la Copa Competencia de ese año; y un empate contra Boca Juniors en la primera visita en cancha de Chicago de uno de los denominados cinco grandes del fútbol argentino, esto ocurrió el 25 de abril de 1921 en una de las fechas programadas del torneo de 
Primera División de ese año.
Otro hecho destacado en este recinto es que enfrentó 10 veces a All Boys, su clásico rival, y nunca perdió (ganó siete y empató tres).

### Primer grande en visitar Piedrabuena y Campana
Torneo: Primera División 1921
Fecha: 25 de abril de 1921
| Chicago |     | Boca |
| Chicago | 0-0 | Boca |

| GK | Eduardo Araya    |
| RB | Juan Locatti     |
| LB | José Voltura     |
| RH | Julio Giache     |
| CH | Romeo Corvetto   |
| LH | Emilio Solari    |
| IR | Juan Villagra    |
| OR | José Deibe       |
| CF | Alberto Molinari |
| OL | Sergio Varela    |
| IL | Antonio Giussani |

| GK | Leonardo Galeano |
| RB | Antonio Cortella |
| LB | José Ortega      |
| RH | José López       |
| CH | Mario Susso      |
| LH | Alfredo Elli     |
| IR | Pedro Calomino   |
| OR | Pablo Bozzo      |
| CF | Luis Vecchia     |
| IL | Dionisio Becaas  |
| OL | Antonio Sánchez  |

### Única victoria ante un grande en Piedrabuena y Campana
Torneo: Copa Competencia 1926
Fecha: 24 de octubre de 1926
| Chicago | - Enrique Mazza | River |
| Chicago | 1-0             | River |

| GK | Constantino García |
| RB | Vicente Capano     |
| LB | José Voltura       |
| RH | José Liuzzi        |
| CH | Romeo Corvetto     |
| LH | Camilo Bonelli     |
| IR | Juan Villagra      |
| OR | Enrique Mazza      |
| CF | Sergio Varela      |
| OL | Enrique Galeano    |
| IL | Gualberto Galeano  |

| GK | Jorge Iribarren       |
| RB | Pedro Choperana       |
| LB | Juan Carlos Iribarren |
| RH | Moisés Patiño         |
| CH | Irineo Rosas          |
| LH | Antonio Traverso      |
| IR | Eduardo Oliva         |
| OR | Francisco Góndar      |
| CF | José Penichet         |
| IL | Juan Meraldi          |
| OL | Juan Corviello        |

## Estadísticas
Los siguientes datos corresponden únicamente al primer equipo de Nueva Chicago.
Fuente: Mastroianni, Daniel (2011). Club Atlético Nueva Chicago - Centenario. Editorial Historia de Clubes. ISBN 9789872675301.

### Partidos por Copas Nacionales
| Encuentros oficiales | Ganados | Empatados | Perdidos |
| -------------------- | ------- | --------- | -------- |
| 10                   | 8       | 1         | 1        |

Detalle de los partidos
| #  | Copa                         | Ronda          | Fecha      | Rival                       | Resultado | Goles NCH                                      | Goles (V) | Nota   |
| -- | ---------------------------- | -------------- | ---------- | --------------------------- | --------- | ---------------------------------------------- | --------- | ------ |
| 1  | Estímulo 1920                | Fase de grupos | 22/08/1920 | Sportivo Palermo            | 1-0       | J. Villagra                                    |           | [ 19 ] |
| 2  | Competencia Jockey Club 1921 | 16° de final   | 24/07/1921 | Estudiantes de La Plata     | 5-0       | J. Locatti, S. Varela (2), J. Deibe, B. Toledo |           | [ 20 ] |
| 3  | Competencia Jockey Club 1921 | 8° de final    | 21/08/1921 | Sportivo Palermo            | 3-0       | S. Varela (2), J. Deibe                        |           | [ 20 ] |
| 4  | Competencia Jockey Club 1921 | 4° de final    | 27/11/1921 | Argentinos Juniors          | 1-0       | E. Solari                                      |           | [ 20 ] |
| 5  | Competencia Jockey Club 1925 | 16° de final   | 06/09/1925 | Sportivo Barracas           | 2-0       | J. Maglio, S. Varela                           |           | [ 21 ] |
| 6  | Copa Competencia 1926        | Fase de grupos | 24/10/1926 | River Plate                 | 1-0       | E. Mazza                                       |           | [ 16 ] |
| 7  | Copa Competencia 1926        | Fase de grupos | 31/10/1926 | Defensores de Belgrano      | 0-2       |                                                | ?         | [ 16 ] |
| 8  | Copa Competencia 1926        | Fase de grupos | 28/11/1926 | Gimnasia y Esgrima La Plata | 2-1       | L. Castillo, G. Galeano                        | R. Bucchi | [ 22 ] |
| 9  | Competencia Jockey Club 1933 | Fase de grupos | 25/06/1933 | Sportivo Barracas           | 3-0       | J. Noguera, T. Berlanga, E. Rivero             |           | [ 23 ] |
| 10 | Competencia Jockey Club 1933 | Fase de grupos | 16/07/1933 | All Boys                    | 0-0       |                                                |           | [ 23 ] |

### Máximas goleadas
| Rival                   | Resultado | Campeonato            |
| ----------------------- | --------- | --------------------- |
| Estudiantes             | 8-1       | Primera División 1933 |
| Ramsar                  | 7-0       | Primera División 1934 |
| Estudiantes de La Plata | 5-0       | Copa Competencia 1921 |
| All Boys                | 5-0       | Primera División 1933 |